# Elezioni generali in Ghana del 2016
Le elezioni generali in Ghana del 2016 si tennero il 7 dicembre per l'elezione del Presidente e e il rinnovo del Parlamento.

## Risultati

### Elezioni presidenziali
| Candidati                    | Partiti                              | Voti       | %     |
| ---------------------------- | ------------------------------------ | ---------- | ----- |
| Nana Akufo-Addo              | Nuovo Partito Patriottico            | 5 755 758  | 53,72 |
| John Dramani Mahama          | Congresso Democratico Nazionale      | 4 771 188  | 44,53 |
| Paa Kwesi Nduom              | Partito Progressista del Popolo      | 106 092    | 0,99  |
| Ivor Greenstreet             | Partito della Convenzione del Popolo | 25 552     | 0,24  |
| Edward Mahama                | Convenzione Nazionale del Popolo     | 22 298     | 0,21  |
| Nana Konadu Agyeman Rawlings | Partito Democratico Nazionale        | 16 935     | 0,16  |
| Jacob Osei Yeboah            | Indipendente                         | 15 911     | 0,15  |
| Totale                       | Totale                               | 10 713 734 | 100   |

### Elezioni parlamentari

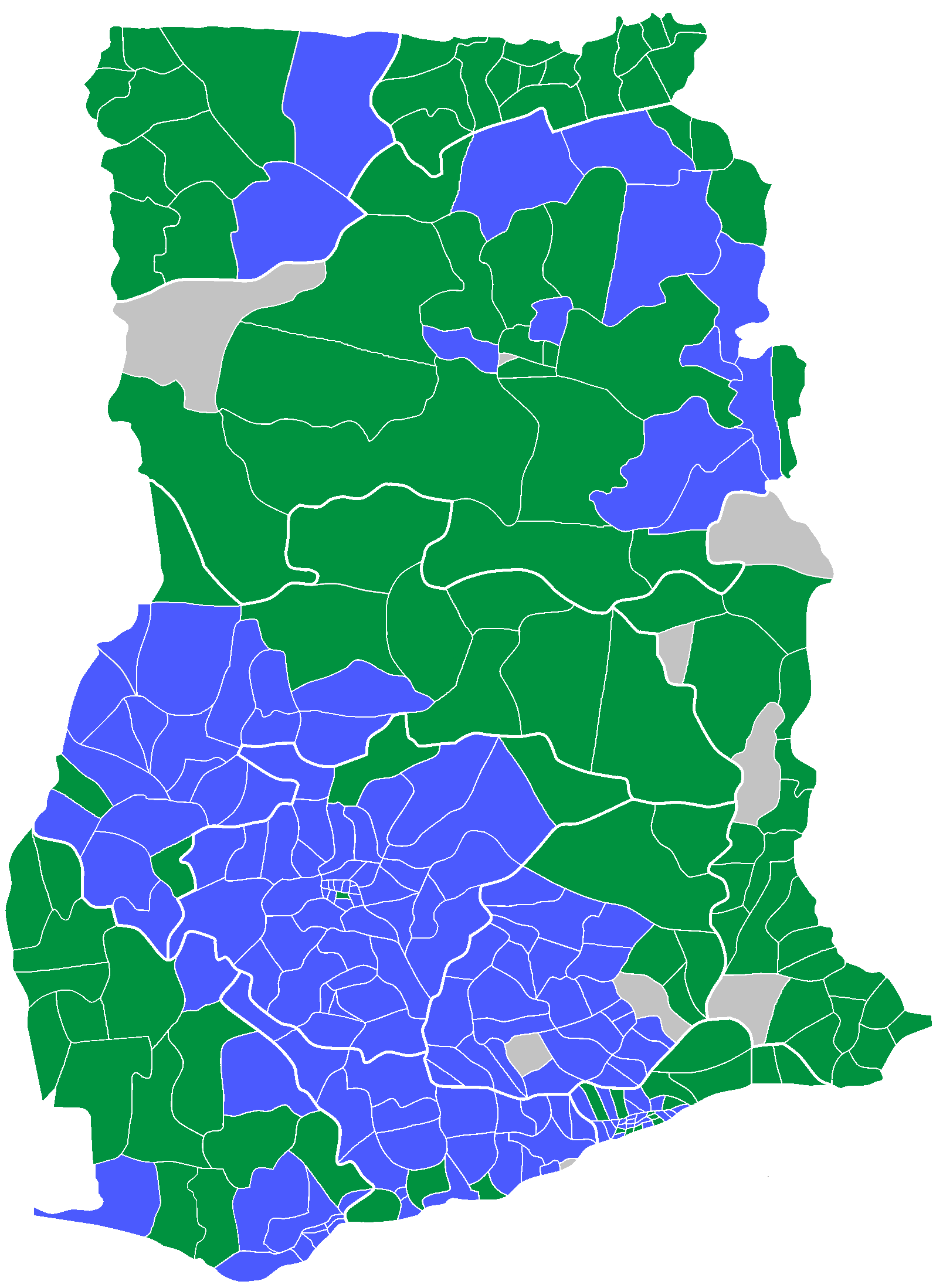
Risultati per collegio

| Liste                                | Voti       | %     | Seggi |
| ------------------------------------ | ---------- | ----- | ----- |
| Nuovo Partito Patriottico            | 5 663 786  | 52,50 | 171   |
| Congresso Democratico Nazionale      | 4 567 429  | 42,34 | 104   |
| Partito Progressista del Popolo      | 187 078    | 1,73  | –     |
| Partito della Convenzione del Popolo | 72 677     | 0,67  | –     |
| Convenzione Nazionale del Popolo     | 42 405     | 0,39  | –     |
| Partito Democratico Nazionale        | 10 067     | 0,09  | –     |
| Altri <10.000 voti                   | 5 376      | 0,05  | –     |
| Indipendenti                         | 238 790    | 2,21  | –     |
| Totale                               | 10 787 608 | 100   | 275   |